# Héroïnes
Pour les articles homonymes, voir Héroïnes (homonymie).
 (août 2020).
Si vous disposez d'ouvrages ou d'articles de référence ou si vous connaissez des sites web de qualité traitant du thème abordé ici, merci de compléter l'article en donnant les références utiles à sa vérifiabilité et en les liant à la section « Notes et références ».
Pour plus de détails, voir Fiche technique et Distribution.
Héroïnes est un film français réalisé par Gérard Krawczyk et sorti en 1997.

## Synopsis
Jeanne et Johanna sont amies et vivent à Decazeville, un « trou » français qui tire toutes ses ressources de la mine. Jeanne est aussi introvertie et romantique que Johanna est extravertie et sensuelle. Toutes deux ont monté un duo, Les Sirènes, qui écume les bals de villages. Decazeville est à l'agonie, à la suite de la fermeture de la dernière mine. Les deux jeunes-filles décident de monter à Paris tenter leur chance à un concours en télé-crochet. Johanna et Jeanne veulent s'y inscrire ensemble mais le règlement stipule que seuls les artistes solos peuvent se présenter.  Johanna monte sur scène, mais c'est la voix de Jeanne qui s'élève quand Johanna chante. Le simulacre est lancé. Johanna gagne haut la main le concours et se retrouve propulsée au hit-parade. Son album, soutenu par les textes et la voix de Jeanne, fait figure de chef-d'œuvre et le succès grandit.
Derrière le rideau, rien ne va plus. Johanna, bien qu'acclamée par le public, dérive dans les excès en tous genres : drogue, sexe... Elle se retrouve exclue par ses proches, tandis que Jeanne reçoit en coulisse tous les éloges mais se sent sacrifiée. Cette situation ne convient à aucune des deux et leur relation se dégrade. Ni l'une ni l'autre ne se sent aimée et considérée.

## Fiche technique
- Titre : Héroïnes
- Réalisation : Gérard Krawczyk
- Scénario : Gérard Krawczyk et Alain Layrac, d'après le roman Play-Back de Didier Daeninckx[1]
- Production : Alain Terzian
- Musique : Laurent Alvarez et Maïdi Roth
- Photographie : Laurent Dailland
- Montage : Luc Barnier
- Pays de production :  France
- Format : couleurs - 1,85:1 - Dolby Digital - 35 mm
- Genre : drame, musical
- Durée : 115 minutes
- Date de sortie : France - 27 août 1997

## Distribution
- Virginie Ledoyen : Johanna
- Maïdi Roth : Jeanne
- Marc Duret : Luc
- Saïd Taghmaoui : JP
- Dominic Gould : Jasper
- Marie Laforêt : Sylvie
- Charlotte de Turckheim : Catherine
- Édouard Baer : Francis
- Serge Reggiani : Montgolfier
- Dominique Besnehard : Eddy
- Marie-Laure Denoyel : Mme Bayol
- Dominique Lagier : Mme Campergue
- François Fehner : Michel
- Neige Dolsky : Mme Laubier
- Gérard Pollet : Philippe
- Emmanuel Karsen : Maurice
- Jean-Claude Plazotta : Paolo
- Georges Vaur : un client du supermarché
- Éric Jean-Jean : le présentateur radio
- Nicolas Bikialo : le batteur du groupe de Johanna
- Philippe Gildas : lui-même
- Chevaliers du fiel : Animateurs du radio crochet
- David Azzopardi : un spectateur du concert

## Autour du film
- Le film a été tourné en partie à Decazeville et dans l'Aveyron, en intégrant quelques particularismes de la cité minière dans le scénario[2].
- Le réalisateur Gérard Krawczyk apparaît en médecin.
- Éric Jean-Jean et Philippe Gildas apparaissent dans leur propre rôle.
- Le film est librement inspiré du roman Play-back de Didier Daeninckx. Toutefois, il est très différent du roman d'origine et en gomme l'aspect policier pour ne garder que quelques éléments : l'histoire sur fond de ville minière à l'abandon, l'ascension d'une jeune chanteuse ainsi que la mystification selon laquelle la véritable artiste est la meilleure amie.